# Pierre Gauchat
Pierre Gauchat (* 5. Januar 1902 in Zürich; † 26. Februar 1956 in Kairo) war ein Schweizer Grafiker und Maler.

## Leben
Pierre Gauchat war der Sohn eines aus Neuenburg stammenden und an der Universitär Zürich lehrenden Dozenten. In Zürich besuchte er zwischen 1916 und 1920 die Kunstgewerbeschule Zürich wo damals Fritz Helmuth Ehmcke die Fachklasse Grafik leitete und unter der Leitung von Ehmckes Nachfolgers Ernst Keller (1891–1968) schloss Gauchat die Fachklasse Grafik mit Diplom ab. Im Sommer 1922 kam Gauchat als Schüler zu Fritz Helmuth Ehmcke  an die Kunstgewerbeschule München. Mit Ehmcke war er zeitlebens befreundet.
Ab 1924 besass Gauchat in Küsnacht ein eigenes Atelier und arbeitete als freischaffender Grafiker und Maler. Zwischen 1925 und 1943 war er Lehrer für Freihandzeichnen an der Kunstgewerbeschule Zürich. Anschliessend unterrichtete er bis 1950 das Fach Zeichnen am kantonalen Gymnasium in Zürich.
Gauchat war im Vorstand des Schweizerischen Werkbundes und des Verbandes der Schweizer Graphiker.
Pierre Gauchat verstarb am 26. Februar 1956 an einem Schlaganfall in Kairo, in seiner Wahlheimat Ägypten.

## Künstlerisches Schaffen

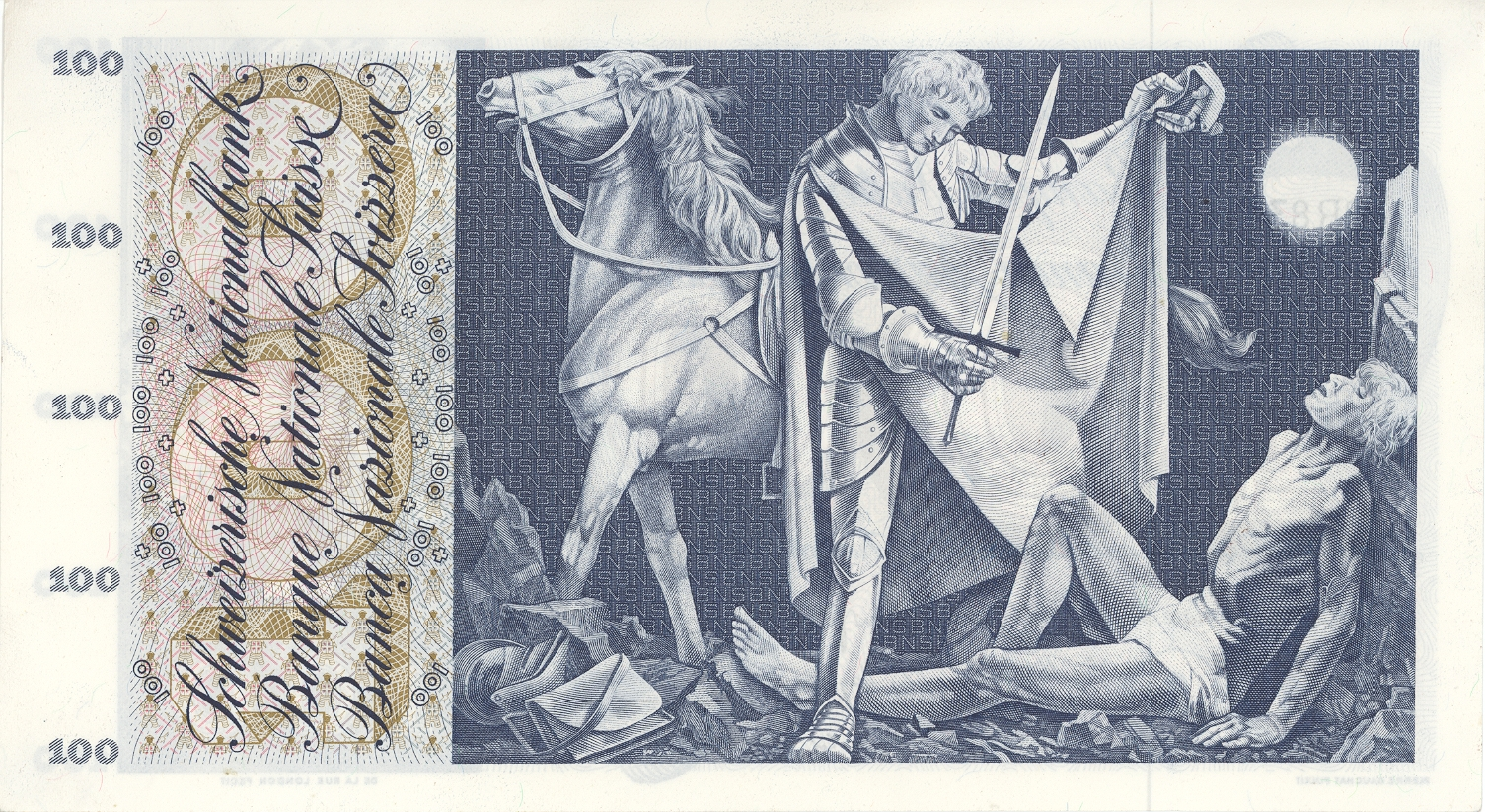
100-Franken-Note

Pierre Gauchat galt als vielseitiger Grafiker, dadurch konnte er auch keinem Stil zugeordnet werden. Er galt als Macher, für den die Zufriedenheit des Kunden an erster Stelle stand. Er illustrierte Bücher, gestaltete Plakate, Briefmarken u. a. zum 25-jährigen Jubiläum der Swissair, Banknoten und Bühnenbilder. So wurden die 50- bis 1000-Franken-Noten der fünften Serie des Schweizer Frankens von ihm gestaltet.
Im Theaterbereich wurde er vor allem durch seine Entwürfe von Puppen für das Marionettentheater in Zürich bekannt.
Während fünfzehn Jahre gestaltete er die Zeitschrift für den Schweizer Heimatschutz. Für den 1932 angefertigten, aber nicht ausgeführten Entwurf von Bühnenbild und Kostümen für Othmar Schoecks «Venus» (Wettbewerb des Stadttheaters Zürich) wurde er 1936 an der Triennale in Mailand mit der Bronzemedaille ausgezeichnet. In Helwan liess Gauchat Teppiche nach seinen Entwürfen herstellen.

## Werke
Als Autor/Herausgeber
- Marionettes. 1949/1950; Einleitung von Edwin Arnet. Seine Entwürfe der von Carl Fischer geschnitzten Marionetten.[4]
- Über das Bühnenbild von heute. Winterthur 1944.[5]

Ausstellungskataloge
- Pierre Gauchat, der Graphiker. Ausstellung vom 23. Januar bis 28. Februar 1960, Helmhaus Zürich (Herausgeber); Kunstgewerbemuseum Zürich 1960.[6]
- Gedächtnisausstellung Fritz Bühler, Pierre Gauchat. Ausstellung im Gewerbemuseum Basel vom 24. Oktober bis 21. November 1964 (Herausgeber); Gewerbemuseum Basel 1964.[7]